# Лакедемоний
Лакедемоний (др.-греч. Λακεδαιμόνιος; родился примерно в 470-х годах до н. э. — умер после 433 года до н. э.) — афинский аристократ из рода Филаидов, сын Кимона, стратег в 433/432 году до н. э. Упоминается в сохранившихся источниках только в связи с двумя событиями: как гиппарх во время похода на Эвбею в 446 году до н. э. (предположительно) и как один из руководителей морского похода на помощь Керкире в её противостоянии с Коринфом в 433 году до н. э.

## Происхождение
Лакедемоний был сыном выдающегося афинского политика и военачальника Кимона (сына Мильтиада Младшего) и происходил, таким образом, из древнего аристократического рода Филаидов, который возводил свою генеалогию к мифологическим героям Эакидам. Матерью Лакедемония периегет Диодор называет Исодику из не менее знатного рода Алкмеонидов — дочь Евриптолема и внучатую племянницу реформатора Клисфена. Плутарх со ссылкой на историка V века до н. э. Стесимброта приводит версию о том, что матерью Лакедемония была жительница города Клейтор в Аркадии, но исследователи не доверяют этому сообщению. По одному из мнений, данные о матери-чужеземке незнатного происхождения появились из-за порочащих Лакедемония слухов, которые распускал его политический противник Перикл. Существуют и гипотезы о порче текста, в результате которой гипотетическая первая жена Кимона по имени Клейто превратилась в клейторийку либо «осквернённая женщина» (др.-греч. γυναικός... άλιτηρίας) Исодика, принадлежавшая к проклятому роду Алкмеонидов, превратилась в «женщину из Клейтора» (др.-греч. γυναικός... Κλειτορίας).
Точной даты рождения Лакедемония в источниках нет, но брак его родителей учёные датируют рубежом 480-х и 470-х годов до н. э., примерно 480 годом до н. э. или 470-ми годами до н. э. Эта свадьба скрепила союз трёх аристократических родов, Алкмеонидов, Филаидов и Кериков, направленный против народной «партии» Фемистокла.
Плутарх упоминает трёх сыновей Кимона и Исодики — близнецов Лакедемония и Улия, а также Фессала. В другом источнике фигурируют ещё три сына — Мильтиад, Кимон и Писианакт. Историки отмечают, что в ономастической сфере Кимон не последовал укоренившимся греческим традициям: своих сыновей от Исодики он называл не в память о предках, а в честь разных регионов Эллады. Будучи лаконофилом, Кимон назвал сына Лакедемонием в честь Спарты (Лакедемона), с представителями которой имел наследственные и ксенические связи. По мнению антиковеда С. Я. Лурье, Кимон действовал в рамках обычая, по которому дети получали имена, отражавшие заслуги, подвиги и чаяния их отцов. Примеры тому, кроме Лакедемония, — сын Писистрата Фессал, дочери Фемистокла Италия и Сибарис.
Лакедемоний был приписан к аттическому дему Лакиады городской триттии филы Ойнеиды.

## Карьера
О жизни Лакедемония известно немногое. По-видимому, он не обладал способностями политика и не играл, в отличие от отца, заметную роль в жизни Афин. В этом смысле может считаться показательным тот факт, что после смерти Кимона в 450 году до н. э. политическую группировку Филаидов возглавил его зять Фукидид, сын Мелесия, а не Лакедемоний.
Примерно в середине V века до н. э. Лакедемоний занимал должность начальника конницы (гиппарха). Об этом известно только благодаря тому, что конные статуи Лакедемония и его коллеги Ксенофонта, созданные Ликием, сыном Мирона, были установлены на афинском Акрополе в районе Пропилей; географ II века н. э. Павсаний ошибочно предположил, что это статуи сыновей писателя Ксенофонта. Учёные связывают установку данных изваяний с военным походом на Эвбею 446 года до н. э. под командованием Перикла. Впоследствии статуи не раз передвигали с места на место, снабжая новыми надписями (одну из них считали какое-то время статуей Германика).
В 433 году до н. э. Лакедемоний был избран стратегом. В том же году жители Керкиры, острова в Ионическом море, в борьбе со своей метрополией Коринфом обратились за помощью к афинянам; те заключили с ними оборонительный союз и послали на помощь небольшую эскадру из 10 кораблей во главе с Лакедемонием, Диотимом и Протеем. У Сиботских островов между коринфянами и керкирянами завязалось сражение. Афинским стратегам было приказано не вмешиваться, но, когда на одном из флангов коринфяне начали одерживать верх, афиняне всё же вступили в бой. Коринфяне сочли это нарушением мирного договора, что стало позже одним из поводов для начала Пелопоннесской войны, охватившей всю Элладу.
Плутарх пишет, что Перикл поручил Лакедемонию керкирскую миссию «как бы в насмешку над ним: между домом Кимоновым и спартанцами были очень благожелательные и дружественные отношения. Перикл предполагал, что, если Лакедемоний во время своего командования не совершит никакого важного, выдающегося подвига, то его можно будет ещё больше обвинять в преданности Спарте; поэтому он и дал ему так мало кораблей и послал его в поход против его желания. Вообще Перикл постоянно противился возвышению Кимоновых сыновей, указывая, что они и по именам своим не настоящие афиняне, а чужие, иноземцы... Был слух, что все они сыновья одной аркадянки»
Историки используют это сообщение для характеристики личных качеств и методов политической борьбы Перикла. Этот политик, отправив эскадру на помощь Керкире, не только нарушил условия мирного договора между Афинским и Пелопоннесским союзами (Коринф входил в состав последнего), но и сознательно подставил Лакедемония под удар. Учитывая дружественные отношения между семьёй Кимона и спартанцами, Лакедемония можно было обвинить в измене в случае поражения или рассорить со Спартой в случае успеха. К тому же флот из 10 кораблей был слишком мал, чтобы представлять собой реальную угрозу для противника. Перикл опасался детей Кимона, которые могли, учитывая их происхождение, встать во главе аристократической оппозиции; поэтому он актуализировал слух, возможно им же и инспирированный, о незаконнорожденности Лакедемония с братьями. Последние, отвечая на это, должны были напоминать о происхождении своей матери из Алкмеонидов и сталкиваться с угрозой дискредитации из-за проблемы наследственной «Килоновой скверны», которая, согласно представлениям греков, лежала на всех представителях этого рода.
Историк П. Д. Родс считает, что Лакедемоний мог быть обязан своим назначением тем афинянам, которых не устраивала готовность Перикла идти на конфронтацию с Пелопоннесским союзом. Незначительность выделенных Лакедемонию и его коллегам сил, возможно, была связана с тем, что идея союза с Керкирой не встретила в Афинах широкой поддержки.

### Исследования
- Владимирская О. Ю. Филаиды и тирания / Алкмеониды и Филаиды афинские // Центр Антиковедения СПбГУ. — 2001.
- Лурье С. Я. История Греции / Составитель, автор вступительной статьи Э. Д. Фролов. — СПб.: Издательство С.-Петербургского ун-та, 1993. — 658 с. — ISBN 5-288-00645-8.
- Кембриджская история древнего мира / Под редакцией Д.-М. Льюиса, Дж. Бордмэна, Дж.-К. Дэвиса, М. Оствальда. — М.: Ладомир, 2014. — Т. V. Пятый век до нашей эры. — ISBN 978-5-86218-519-5.
- Родс П. Д.[англ.]. Кому принадлежала власть в демократических Афинах? // Вестник древней истории. — 1998. — Вып. 226, № 3. — С. 16—26.
- Стратановский Г. А. Фукидид и его «История» // Фукидид. История. — 1999. — С. 543—576.
- Суриков И. Е. Античная Греция: политики в контексте эпохи. — М.: Наука, 2008. — 383 с. — ISBN 978-5-02-036984-9.
- Туманс Х. Перикл на все времена // Вестник РГГУ. Серия: Литературоведение. Языкознание. Культурология. — 2010. — Вып. 53, № 10. — С. 117—154. — ISSN 2073-6355.
- Badian E. From Plataea to Potidaea. Studies in the History and Historiography of the Pentecontaetia. — Baltimore; London: Johns Hopkins University Press, 1993. — 264 p. — ISBN 9780801844317.
- Cromey R. D. The Mysterious Woman of Kleitor: Some Corrections to a Manuscript Once in Plutarch's Possession (англ.) // The American Journal of Philology. — 1991. — Vol. 112, no. 1. — P. 87—101. — doi:10.2307/295015. — JSTOR 295015.
- Kagan D. The Outbreak of the Peloponnesian War. — Ithaka; London: Cornell University Press, 2013. — ISBN 9780801467202.
- Swoboda E.[нем.]. Lakedaimonios // Paulys Realencyclopädie der classischen Altertumswissenschaft :  [нем.] / Georg Wissowa. — Stuttgart : J. B. Metzler’sche Verlagsbuchhandlung, 1924. — Bd. XII, 1. — Kol. 522—523.